# Cranford (New Jersey)
Cranford è un comune degli Stati Uniti d'America, nella Contea di Union, nello Stato del New Jersey.

## Società

### Evoluzione demografica
Abitanti censiti